# Mirko Bašić
Mirko Bašić, hrvaški rokometaš, * 14. september 1960, Bosilegrad, Srbija.
Leta 1984 je na poletnih olimpijskih igrah v Los Angelesu v sestavi jugoslovanske rokometne reprezentance osvojil zlato olimpijsko medaljo; na naslednjih igrah je osvojil še bronasto medaljo.